# I tre marmittoni (film)
I tre marmittoni (The Three Stooges) è un film del 2012 diretto da Peter e Bobby Farrelly.
Il film si basa sui personaggi interpretati a partire dagli anni trenta da Moe Howard, Larry Fine e Curly Howard conosciuti come I tre marmittoni (The Three Stooges).

## Trama
Il film è diviso in tre segmenti e segue le vicende di tre fratelli a partire dalla loro infanzia, quando vivevano in un orfanotrofio gestito da suore, fino all'età adulta, quando cercheranno di salvare il loro orfanotrofio.

## Produzione
Il progetto per la realizzazione di un film dedicato ai Three Stooges iniziò nel marzo del 2001, quando la Warner Bros. comprò dalla C3 Entertainment i diritti del film e quando i fratelli Farrelly vennero coinvolti nel progetto. Verso la fine del 2002, aiutati nella stesura anche da Mike Cerrone, venne completata la sceneggiatura, che, siccome la Warner Bros. non era più interessata alla realizzazione della pellicola, nel 2004 venne acquistata dal First Look Studios e dalla C3 Entertainment. Nel novembre 2008 il capo della Metro-Goldwyn-Mayer Mary Parent decise di riprendere in mano la sceneggiatura scartata dalla Warner Bros. e perciò, dopo aver acquistato i diritti dalla C3 Entertainment, diede un budget di quaranta milioni di dollari e fissò la data d'uscita del film per il 20 novembre 2009. A causa di alcuni problemi con il casting e al fallimento nella Metro-Goldwyn-Mayer avvenuto nel novembre del 2010, la pellicola venne acquistata dalla 20th Century Fox con la speranza di far uscire il film nelle sale statunitensi il 14 marzo 2011. La data d'uscita venne infine fissata per il 13 aprile 2012.

### Casting
Nel marzo del 2009 l'attore Benicio del Toro era stato scelto per interpretare il ruolo di Moe Howard, ma abbandonò il progetto e nell'aprile del 2011 venne sostituito da Chris Diamantopoulos. Sean Penn avrebbe dovuto interpretare il ruolo di Larry Fine, ma a causa di alcuni problemi familiari dovette abbandonare il cast e nell'aprile del 2011 venne sostituito da Sean Hayes. Ad interpretare il ruolo di Curly Howard doveva invece essere inizialmente Jim Carrey, ma nel novembre del 2010 rinunciò al ruolo in quanto non voleva rovinare la sua salute con l'aumento di peso, e venne quindi sostituito da Will Sasso nel marzo del 2011.
Dopo aver deciso i tre attori principali, iniziò il casting per gli altri personaggi. Nel mese di aprile 2011 vennero aggiunti al cast le attrici Sofía Vergara e Jane Lynch rispettivamente nel ruolo di Lydia e della madre superiora. A maggio entrarono a far parte del cast Larry David e Craig Bierko nei ruoli della sorella Mary-Mengele e di Mac ed il mese successivo si unì al cast anche Jennifer Hudson.
Nel film sono presenti anche alcuni personaggi di Jersey Shore: Nicole Polizzi e Jennifer Farley.

### Riprese
Le riprese del film si sono svolte ad Atlanta in Georgia tra il 9 maggio e il 20 luglio 2011. Nel giugno dello stesso anno vennero girate alcune scene a Cartersville presso la Woodland High School. Dopo l'ingresso nel cast dei protagonisti del Jersey Shore vennero girate alcune scene aggiuntive presso l'Atlanta Civic Center.

## Distribuzione
Il primo trailer del film è stato messo online il 7 dicembre 2011. Il 30 maggio 2012 la 20th Century Fox ha inoltre distribuito il trailer in italiano del film.
Il film è stato proiettato in anteprima nei cinema statunitensi, canadesi e indiani a partire dal 13 aprile 2012. In Italia il film è stato proiettato in anteprima al Taormina Film Fest il 24 giugno 2012, per poi essere distribuito nelle sale a partire dal 29 giugno.

## Critica
Il film ha ricevuto durante l'edizione dei Razzie Awards 2012 una candidatura come Peggior coppia per i membri del cast di Jersey Shore. Inoltre ha ricevuto una candidatura come peggior film agli Houston Film Critics Society Awards 2012.
Sofía Vergara, grazie al suo ruolo nella pellicola, è stata invece candidata agli ALMA Awards 2012 come miglior attrice non protagonista.